# HMS Edöfjärd
HMS Edöfjärd (V76) var en vedettbåt i svenska flottan av dubbelskrovstyp som byggdes på Götaverken i Sverige. Båten var en av cirka 40 A-slupar som tillfördes kustartilleriet vid tiden runt andra världskriget.  

## Fartygsdata
- Längd överallt: 21,2 meter
- Största bredd: 3,8 meter
- Djupgående: 1,5 meter
- Deplacement: 28 ton
- Material: stål
- Motor: 4-cylindrig “Ellwe”-råoljedieselmotor med trebladig propeller
- Motorstyrka: 92 kW
- Besättning: 6 man
- Bestyckning: 1-37 mm kanon M/89  på fördäck